# آفریقایی-آرژانتینی‌ها

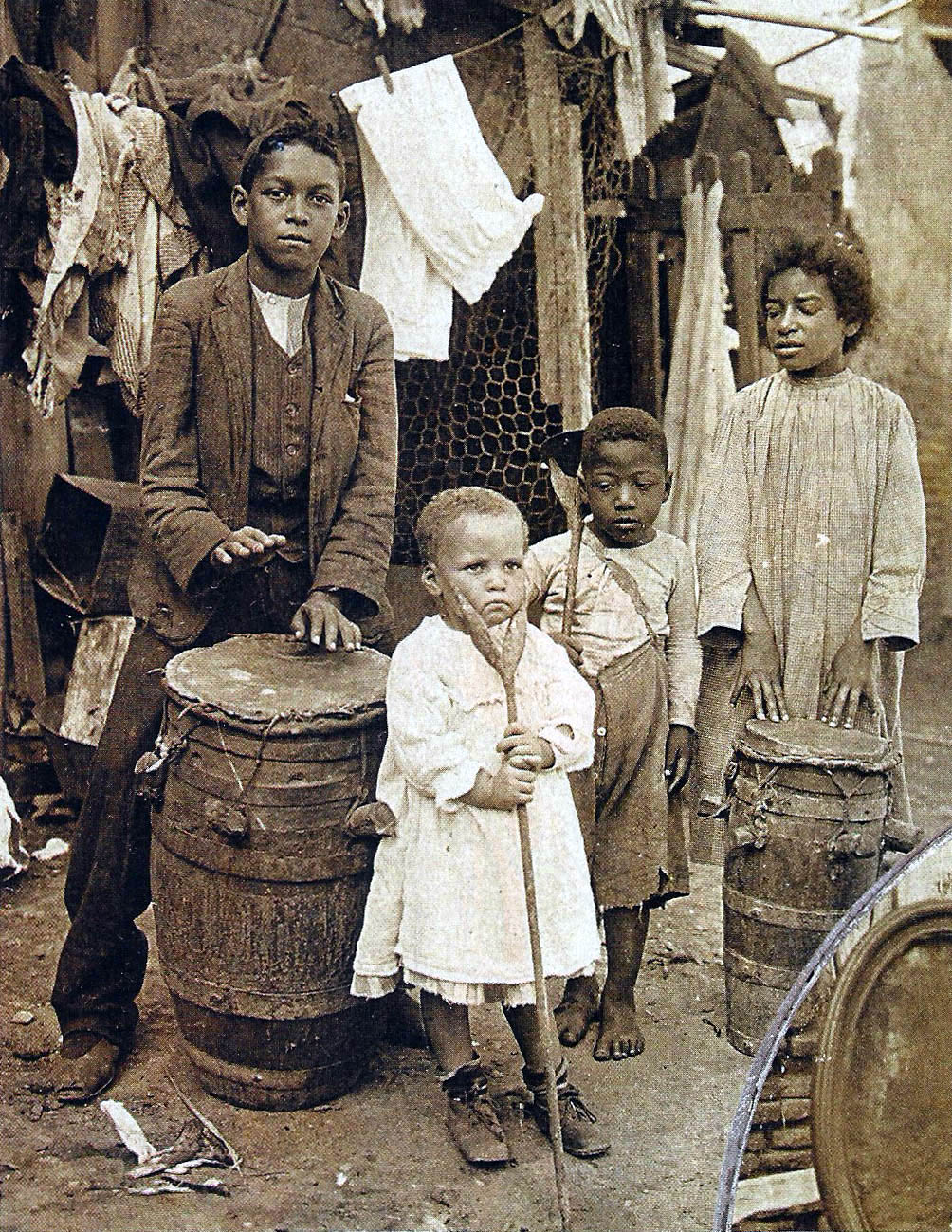

آفریقایی-آرژانتینی‌ها، آرژانتینی‌هایی هستند که نیاکان آنها اغلب ساکن جنوب صحرای آفریقا بوده‌اند. آنها از زمانی که بیش از نیمی از جمعیت برخی شهرها را در قرن هجدهم تشکیل دادند نقش مهمی در تاریخ آرژانتین داشتند، اما تعداد آنها در طول زمان به‌طور قابل توجهی کاهش یافته به طوری که در سالهای پایانی قرن نوزدهم به اقلیت بسیار کوچکی تبدیل شدند.